# Scynk nadrzewny
Scynk nadrzewny (Corucia zebrata) – gatunek dużej, nadrzewnej jaszczurki z rodziny scynkowatych (Scincidae). Jedyny przedstawiciel rodzaju Corucia. Gatunek objęty konwencją waszyngtońską  CITES (załącznik II).

## Występowanie
Występuje endemicznie na Wyspach Salomona. Zajmuje najwyższe partie w koronach drzew lasów deszczowych.

## Charakterystyka
Scynk nadrzewny jest największą jaszczurką z rodziny scynków. Jego całkowita długość wraz z ogonem sięga 69 cm. Przeciętna długość ciała bez ogona wynosi 35 cm.
Prowadzi nadrzewny i nocny tryb życia. Poruszanie się wśród gałęzi ułatwia mu chwytny ogon, odróżniający ten gatunek od większości scynkowatych. Drugą nietypową dla scynków cechą jest roślinożerność scynka nadrzewnego. Żywi się wyłącznie pokarmem roślinnym – liśćmi, kwiatami, owocami i grzybami. Jest to gatunek jajożyworodny. Samica rodzi najczęściej jedno, bardzo rzadko dwa młode. Odnotowano tylko jeden przypadek urodzenia trojaczków.

## Podgatunki
Wyróżnia się dwa podgatunki Corucia zebrata:
- Corucia zebrata zebrata Gray, 1855
- Corucia zebrata alfredschmidti Köhler, 1997